# Dani Rovira
Daniel Rovira de Rivas, conegut simplement com a Dani Rovira   (Màlaga, 1 de novembre de 1980), és un humorista, monologuista i actor espanyol.

## Biografia
Rovira nasqué al barri de La Paz de Màlaga i és llicenciat en Ciències de l'Activitat Física i Esport per la Universitat de Granada. Fou membre d'un programa de monòlegs de Granada (1999-2004) i va fer l'últim any de la carrera (amb l'Erasmus) a la ciutat d'Oporto. És membre de la «Lliga de Match d'Improvisació de la Ciutat de Granada», i ha cursat El Match de Improvisación i Técnica Narrativa y Motores de la Improvisación per Borja Cortés al Teatre Asura de Madrid, i La Acción, el Espacio, el Tiempo y el Personaje en la Improvisación per Osqui Guzmán a l'Argentina. Per pagar-se els estudis treballà en un saló de te a Granada, on va aprendre molt.
De mica en mica s'endinsà en el món de la comèdia, dedicant-se a fer monòlegs a bars i cafeteries, fins que aconseguí fer-se un forat en la gira Paramount comedy i al programa Nuevos cómicos (Nous còmics) dins del canal. Amb el pas del temps treballà ja a programes de televisió com Estas no son las noticias (Cuatro) i col·laborà a Con hache de Eva (laSexta); a més de les seves participacions en El club de la comedia. Formà part també de l'equip de No le digas a mamá que trabajo en la tele (Cuatro), juntament amb Goyo Jiménez, David Perdomo o Iñaki Urrutia, i a Alguien tenía que decirlo (laSexta), amb Txabi Franquesa i David Broncano. Mentre es feia un forat en el món de la televisió, feu gires per tot Espanya amb els espectables Monólogos 10 i Las noches de el club de la comedia, compartint escenari amb monologuistes com Miguel Lago, Txabi Franquesa o David Broncano, entre molts altres. També representà el seu propi espectacle ¿Quieres salir conmigo? al Teatre Alexandra de Barcelona i al Teatre Alcázar de Madrid, el qual finalitzà el 2014.
L'estiu del 2013 començà el rodatge de Ocho apellidos vascos amb Clara Lago, Karra Elejalde i Carmen Machi, la seva primera aparició a la pantalla gran. Després de gravar la pel·lícula començà amb el rodatge de la sèrie de Globomedia B&B, de boca en boca on interpreta un becari d'una revista, amb el també malagueny Fran Perea i amb Belén Rueda, Macarena García, Carlos Iglesias i molts altres.
El 2015 va rebre el Premi Goya a millor actor revelació pel seu paper a la pel·lícula Ocho apellidos vascos (2014), va ser la segona vegada a la història que el presentador de la gala rebia a la vegada un premi.

## Vida personal
Rovira es va fer vegà perquè considera que és una dieta ètica i compromesa amb els animals i el medi ambient. El 2014 inicià una relació amb l'actriu espanyola Clara Lago que finalitzà el 2019. El març de 2020 va anunciar que patia un limfoma de Hodgkin i que ja havia començat amb el tractament de quimioteràpia.

## Filmografia seleccionada
- Pluja de mandonguilles 2 (2013)
- Ocho apellidos vascos (2014)
- Ara o mai (2015)
- Ocho apellidos catalanes (2015)
- 100 metros (2016)[16]
- Thi Mai, rumbo a Vietnam (2017)
- Superlópez (2018)[17]
- Miamor perdido (2018)[18]
- Jungle Cruise (2021)[19]
- Cuidado con lo que deseas (2021)
- M'ho passaré bé (2022)
- El bus de la vida (2024)